# Krążowniki lekkie typu Duguay-Trouin
Krążowniki lekkie typu Duguay-Trouin – typ lekkich krążowników służących we Francuskiej Marynarce Wojennej, zbudowanych w latach 20. XX w.

## Historia
Na początku XX wieku Marine Nationale borykała się z brakiem nowoczesnych krążowników lekkich których zadaniem było wspieranie niszczycieli oraz rozpoznanie na rzecz sił głównych floty. W 1909 roku rozpoczęto program budowy nowych krążowników lekkich, jednak wybuch I wojny światowej doprowadził do jego anulowania. Do rozwiązania tego problemu powrócono po zakończeniu wojny, a przy projektowaniu nowych okrętów skorzystano nie tylko z doświadczeń wojennych, ale również z analizy okrętów tej klasy przejętych od marynarek wojennych Niemiec i Austro-Węgier.
Pierwotnie planowano budowę 6 krążowników lekkich, jednak z przyczyn finansowych plan rozwoju floty został okrojony. Ostatecznie zamówione zostały trzy krążowniki, a zamówienia na ich wykonanie otrzymały dwie państwowe stocznie w Breście i Lorient.
| Nazwa              | Stocznia                     | Położenie stępki    | Wodowanie           | W służbie           |
| ------------------ | ---------------------------- | ------------------- | ------------------- | ------------------- |
| „Duguay-Trouin”    | Arsenal de Brest – Brest     | 4 sierpnia 1922 r.  | 14 sierpnia 1923 r. | 2 listopada 1926 r. |
| „La Motte-Picquet” | Arsenal de Lorient – Lorient | 17 stycznia 1923 r. | 21 marca 1924 r.    | 5 marca 1927 r.     |
| „Primauguet”       | Arsenal de Brest – Brest     | 16 sierpnia 1923 r. | 21 maja 1924 r.     | 1 kwietnia 1927 r.  |

## Opis konstrukcji

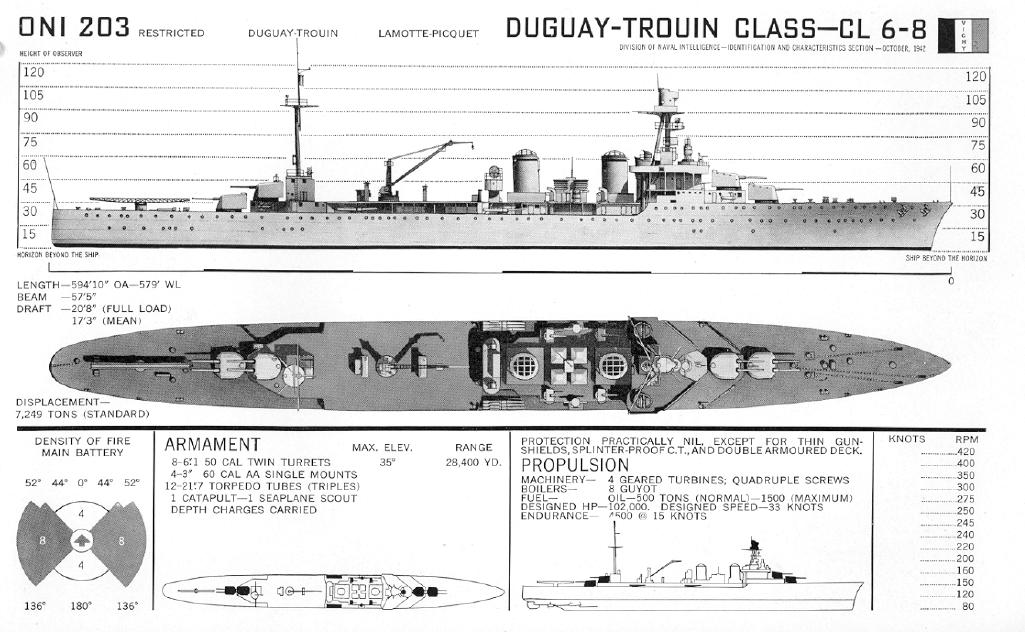
Krążowniki lekki typu Duguay-Trouin

Krążowniki typu Duguay-Trouin miały stalowe kadłuby długości 181,3 m, opierające się na 165 wręgach i były podzielone na siedemnaście przedziałów wodoszczelnych. Uzbrojenie główne stanowiło 8 armat M1920 kalibru 155 mm umieszczone w czterech wieżach. Ponadto okręt był uzbrojony w 4 działa kalibru 75 mm oraz w 12 wyrzutni torped kalibru 550 mm. Opancerzenie okrętu składało się z burtowego pasa pancernego o grubości 20 mm oraz pokładu pancernego o takiej samej grubości. Wieże artylerii głównej ich barbety oraz główne stanowisko dowodzenia osłaniane było pancerzem o grubości 30 mm. Maszynownia okrętu składała się z ośmiu kotłów wodnorurkowych typu Guyot, które zasilały parą cztery zespoły turbin parowych systemu Persons o łącznej mocy 102 000 KM, co umożliwiał rozpędzenie okrętu do prędkości 33 w. W połowie lat 30. XX wieku okręty przeszły modernizację w ramach której m.in. wymieniono karabiny maszynowe kalibru 8 mm na kalibru 13,2 mm.